# Оранжевогрудая танагра
Оранжевогрудая танагра (лат. Tangara desmaresti) — вид новонёбных птиц из семейства танагровых. Распространён в юго-восточной Бразилии. Длина тела около 14 см. Обитают в субтропических и тропических низменных и горных влажных лесах, а также на плантациях; на высоте до 600-2200 метров над уровнем моря.